# The Winner Takes It All
«The Winner Takes It All» —en español: «El ganador se lleva todo»— es un sencillo perteneciente al grupo sueco ABBA, parte de su séptimo álbum Super Trouper. Fue interpretado además por Meryl Streep en Mamma Mia! (2008) o por Il Divo en su quinto álbum The Promise (2008). También fue cantada por la actriz Jane Lynch y el actor y cantante Matthew Morrison en la sexta y última temporada de la serie de televisión Glee. En 2018, la cantante Cher realizó una versión del tema que la incluyó en su vigésimo sexto álbum de estudio en homenaje a esta banda sueca, llamado Dancing queen.

## La canción
Fue escrita por Benny y Björn. Según los rumores, Björn compuso la letra en menos de dos horas, en una noche de remordimiento y alcohol. Fue grabada el 6 de junio de 1980, en los estudios de Polar Music, llamada primeramente "The Story Of My Life I, II y III". La letra de la canción muestra las reflexiones y sentimientos de una mujer en la despedida de quien fue su pareja, las últimas palabras que tiene para él. Este tema viene incluido en el álbum Super Trouper, como la pista número 2.
La canción obviamente está inspirada en el divorcio de Björn y Agnetha, ocurrido el año anterior. Björn ha dicho que sus sentimientos por el divorcio fueron la inspiración, pero que la letra en si es solo ficción: en nuestro divorcio no hubo ningún ganador. Además, la letra y música de la canción muestran que la música del grupo maduraba, y que a comparación de otras canciones que hablan de separaciones (como "Knowing Me, Knowing You" y "My love, my life"), "The Winner Takes It All" era una canción más triste y dramática. La inigualable interpretación de Agnetha Faltskog fue la clave del éxito de la canción, y ha provocado que se la considere su mejor actuación vocal en ABBA.
El sencillo de "The Winner Takes It All" fue lanzado en julio de 1980, como un anticipo para su séptimo álbum. Este marca el regreso de ABBA a la cima de las listas inglesas, obteniendo su octavo número uno en ese país, y el primero desde 1978. El sencillo también entró en el Top 10 en Bélgica, Irlanda, Holanda, Sudáfrica, Suecia, Noruega, Finlandia, Suiza, Austria, Alemania, Zimbabue, México, Australia, Italia, Francia, Estados Unidos, Canadá y España.
La canción se convirtió en uno de los sencillos más vendidos de ABBA, y por supuesto en un clásico, que ha sido cantado por muchos intérpretes, incluso en otros idiomas. La canción forma parte actualmente del musical Mamma Mia!, basado en las canciones de ABBA.
La canción fue versionada por la banda británica McFly con motivo de la selección de Inglaterra como sede de los Juegos Olímpicos de 2012. La canción fue interpretada en el último capítulo de la exitosa serie norteamericana Glee en su último episodio, también fue interpretada en el último capítulo de la 4.ª temporada de la serie Better Call Saul por Bob Odenkirk y Michael McKean.  
También se cree que ABBA sí la cantó en español, puesto que, en unas de las declaraciones del grupo Il Divo, uno de sus integrantes afirmó:

Nuestra idea fue previa al fenómeno. Es una de las primeras canciones que se eligió para el disco y de eso hace más de un año y fue una de las primeras que grabamos. La verdad es que era una idea relativamente antigua. Y la letra española que hemos cantado de esta canción la escribió originalmente ABBA y la llegaron a cantar también. Es un poco la guinda del pastel para nosotros cantar un material original de ABBA pero siendo Il Divo.
Urs Bühler

## Versiones

### Versión de Il Divo
El cuarteto musical Il Divo compuesto por cuatro cantantes masculinos: el suizo Urs Bühler, el español Carlos Marín,  el estadounidense David Miller y el francés Sébastien Izambard, versionaron a cuatro voces melódicas el tema, incluido en su álbum The Promise de 2008. 

### Versión de Pimpinela
Para Latinoamérica existe una versión en español, Sólo hay un ganador, hecha por el dúo argentino Pimpinela, y que fue promocionado tanto en TV como en radios de Argentina, Chile, Perú, México, Uruguay y Venezuela entre otros países de la región, y con gran éxito en España, mientras que para Brasil y Portugal existe una versión en portugués titulada Só há um vencedor.
Esta versión se encuentra dentro del disco Hay amores que matan (1993), una de las producciones discográficas más vendidas del dúo, que además incluir la canción que le otorga el nombre a la obra, también considera éxitos como El amor no se puede olvidar, Con un nudo en la garganta. 

### Otras versiones
Esta canción también fue versionada por varios artistas internacionales tanto en inglés como en español. 
En España, la joven cantante Julia Medina imitó a Agnetha, integrante de este grupo, con esta canción en la cuarta gala de la undécima temporada del programa de imitaciones Tu cara me suena. 
En Chile, los actores y cantantes Magdalena Müller y Gabriel Cañas interpretaron este tema con el idioma original, cuyo video musical fue estrenado en 2019 por el canal oficial de Youtube de ésta primera con más de 330 mil reproducciones.

## Elaine
Elaine (en España fue traducido como "Elena") fue el lado B de este sencillo. Fue escrita por Björn y Benny, siendo grabada el 5 de febrero de 1980, en los estudios de Polar Music, llamada primeramente "Elaine Elaine Elaine". La canción habla sobre una chica intrépida, que de verdad desea tener un hombre, pero que los asusta con su forma de ser. Este tema también viene incluido en el álbum Super Trouper, como tema extra en la pista número 11. La canción es considerada por algunos como uno de los mejores lados B de los sencillos de ABBA. 
Elaine fue lanzado como sencillo en Costa Rica donde logró posicionarse en el número uno por 3 semanas.

## El vídeo
El video se hizo los días 11 y 12 de julio de 1980, en un pequeño poblado costero llamado Marstrand. Las escena en el interior de la casa fueron hechas en un museo local. El vídeo muestra también fotografías del grupo en tiempos mejores. Fue dirigido por Lasse Hallström.
Actualmente está disponible en los DVD The Definitive Collection (DVD), ABBA Number Ones (DVD) The Last Video, ABBA: 16 Hits y en ABBA Gold (DVD). 

## Listas de popularidad

### "The Winner Takes It All"
| Lista                                     | Posición |
| ----------------------------------------- | -------- |
| Alemania Top 50 radiodifusión             | 1        |
| Bélgica Top 30 BRT Singles                | 1        |
| Bélgica Top 30 Humo Singles               | 1        |
| Chile Singles                             | 1        |
| Costa Rica Top 50 Radio Uno               | 1        |
| E.U.A. Billboard Adult Contemporany       | 1        |
| Finlandia Suosikki Singles                | 1        |
| Irlanda Top 30 IRMA Singles Chart         | 1        |
| Holanda Top 30 National Hitparade Singles | 1        |
| Holanda Dutch Top 40 Singles              | 1        |
| Israel Top 40 Singles                     | 1        |
| UK Singles Chart                          | 1        |
| Sudáfrica Top 20 Springbok Singles Chart  | 1        |
| Eurochart Hot 100 Singles                 | 1        |
| Argentina Top 10 Singles                  | 2        |
| Finlandia Top 40 YLE Singles              | 2        |
| Suecia Top 60 Sverige Singles             | 2        |
| Portugal Top 20                           | 2        |
| Austria Top 75                            | 3        |
| Dinamarca Top 40                          | 3        |
| Noruega Top 20 VG Lista                   | 3        |
| Alemania Top 50 ventas                    | 4        |
| Zimbabue Top 20 Singles                   | 4        |
| Francia Top 30 Singles                    | 5        |
| México Lista de Sencillos Internacionales | 5        |
| Suiza Top 100 Singles                     | 5        |
| Corea del Sur Top 50 Singles              | 6        |
| España Ventas de sencillos                | 6        |
| Australia Top 50 ARIA Singles Chart       | 7        |
| Italia Hit Parade Singles                 | 7        |
| Billboard Hot 100                         | 8        |
| Canadá Top 50 Singles Chart               | 10       |
| E.U. Top 100 Cashbox Singles              | 11       |
| España Los 40 Principales                 | 12       |
| E.U.A. Top 100 Record World Singles Chart | 15       |
| Nueva Zelanda Top 50 RIANZ Singles Chart  | 16       |
| Japón Top 100 Oricon Singles              | 33       |

### "Elaine"
| Lista                       | Posición |
| --------------------------- | -------- |
| Costa Rica Top 50 Radio Uno | 1        |

### Trayectoria en las listas
| Posición | 82 | 71 | 61 | 51 | 44 | 36 | 36 | 30 | 25 | 21 | 18 | 16 | 15 | 12 | 10 | 9 | 8 | 8 | 12 | 14 | 20 | 43 | 52 | 73 | 92 | 99 |

| Posición | 9 | 1 | 1 | 2 | 4 | 8 | 16 | 30 | 41 | 74 |

| Posición | 79 | 57 | 47 | 42 | 37 | 33 | 18 | 13 | 10 | 7 | 10 | 9 | 12 | 15 | 21 | 23 | 30 | 34 | 44 | 55 | 55 | 69 | 70 |

### Listas de Fin de Año
| País                             | Posición | Año  |
| -------------------------------- | -------- | ---- |
| Alemania                         | 24       | 1980 |
| Australia                        | 56       | 1980 |
| Bélgica                          | 1        | 1980 |
| Estados UnidosHot 100            | 23       | 1981 |
| Estados UnidosCash Box           | 74       | 1981 |
| Estados UnidosAdult Contemporany | 10       | 1981 |
| Francia                          | 61       | 1980 |
| Italia                           | 88       | 1980 |
| Italia                           | 58       | 1981 |
| Nueva Zelanda                    | 99       | 1980 |
| Países Bajos                     | 1        | 1980 |
| Reino Unido                      | 18       | 1980 |
| Sudáfrica                        | 9        | 1980 |

## Certificaciones
| País         | Certificación | Ventas    |
| ------------ | ------------- | --------- |
| Países Bajos | Oro           | + 50.000  |
| Reino Unido  | Oro           | + 565.000 |
| Brasil       | Oro           | + 300.000 |